# Bomaanslag op Harrods op 17 december 1983

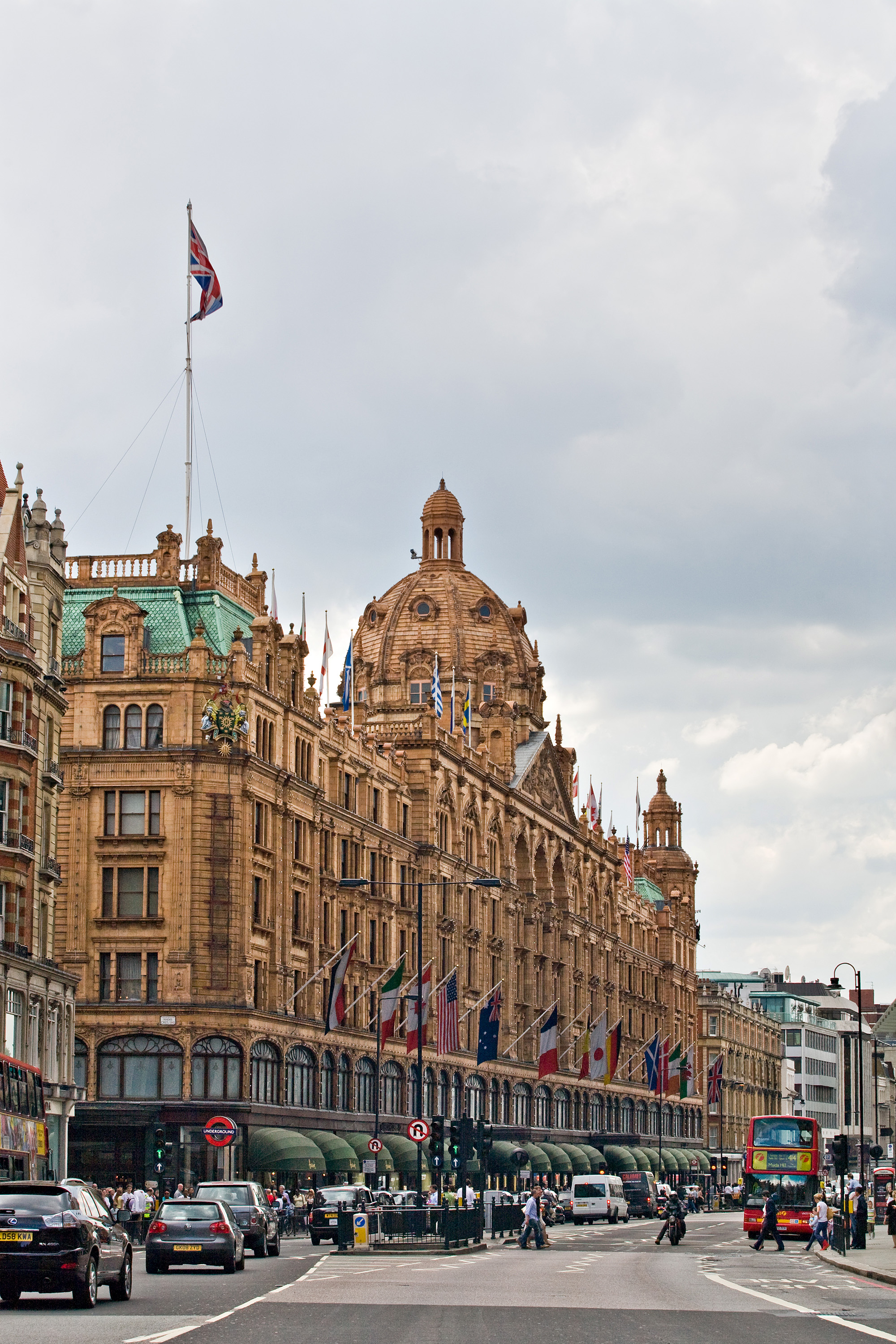
Het warenhuis Harrods in Londen, 2009

De bomaanslag op Harrods was een autobom die op 17 december 1983 tot ontploffing werd gebracht bij het Londense warenhuis Harrods. De bom werd geplaatst door leden van de Provisional IRA. Zij gaven 37 minuten voor ontploffing een waarschuwing, het gebied werd echter niet geëvacueerd. Als gevolg van de explosie kwamen drie politieagenten en drie burgers om het leven. Negentig mensen raakten gewond. De explosie veroorzaakte veel schade aan het historische pand van het warenhuis. De IRA Army Council verklaarde geen opdracht te hebben gegeven voor de aanslag en betreurde de burgerslachtoffers. De IRA voerde als onderdeel van hun "economische oorlog" sinds de jaren zestig bomaanslagen uit op commerciële doelen in Engeland. Het doel was om de economie schade aan te brengen om zo druk uit te oefenen op de Britse regering, en die te dwingen om zich terug te trekken uit Noord-Ierland.
Harrods was ook het doelwit van een kleinere bomaanslag, tien jaar later, in januari 1993. Hierbij raakten vier mensen gewond.

## Eerdere aanslagen
Na hun eerste bombardement in Dublin besloot de Provisional IRA hun campagne uit te breiden naar Groot-Brittannië. Vanaf 1973 voerde de Provisional IRA als onderdeel van hun campagne een golf van aanslagen uit in Londen en elders in Engeland. Op 10 december 1983 pleegde de IRA sinds lange tijd weer een aanslag in Londen. Er werd een bomaanslag gepleegd op de Royal Artillery Barracks. Hierdoor raakten vier Britse soldaten gewond.

## Verloop aanslag op Harrods
Een week later, op 17 december, parkeerden leden van de IRA een autobom vlak bij de ingang van Harrods. De bom bevatte 14 kilogram aan explosieven en zou worden gedetoneerd door middel van een timer. De autobom werd achtergelaten in een blauwe Austin 1300 GT met kenteken KFP 252K. Om 12:44 belde een man naar de Londense afdeling van de Samaritanenvereniging. De man gebruikte een IRA-codewoord en gaf aan dat er een autobom buiten Harrods was geparkeerd en dat er binnen ook een bom was geplaatst. De man gaf volgens de politie wel het kenteken, maar geen verdere beschrijving van de auto door.
De bom explodeerde rond 13:21 toen vier politieagenten in een auto, een agent te voet en een agent met een politiehond het voertuig benaderden. Zes mensen werden gedood: drie agenten en drie omstanders. Negentig andere mensen raakten gewond, waaronder veertien politieagenten. De bom beschadigde 24 politieauto's, alsook alle vijf verdiepingen aan de zijkant van Harrods.

## Reactie IRA
De aanslag had vanwege burgerslachtoffers en -gewonden een negatief effect op de steun voor de IRA. In een verklaring een dag na de aanslag gaf de IRA Army Council toe dat IRA-leden de bom hadden geplaatst. Ze ontkenden echter dat zij opdracht hadden gegeven. Verder gaf de IRA Army Council aan dat "zolang de Britse regering delen van Ierland bezet, de IRA door zal gaan met het uitvoeren van aanslagen in Brittannië".
Toenmalig minister van binnenlandse zaken, Leon Brittan, verklaarde: "De eigenschap van terroristische organisaties is dat diegenen die er deel van uitmaken niet onder gedisciplineerde controle staan". In zijn boek The Provisional IRA in England schrijft auteur Gary McGladderly dat de bomaanslag een van de problemen van het celsysteem aan het licht bracht. De verschillende cellen binnen de IRA "ogenschijnlijk autonoom van de rest van de organisatie konden opereren". De IRA had dit systeem ingevoerd aan het eind van de jaren zeventig.

## Aanslag van 1993
Op 28 januari 1993 was Harrods opnieuw het doelwit van een aanslag. Om 9:14 werden er twee telefoontjes gepleegd waarin werd vermeld dat twee bommen waren geplaatst: één binnen Harrods en één daarbuiten. De winkel zou om 10:00 openen. De politie zette het gebied af en begon aan een zoektocht. Echter, sommige omstanders negeerden de afzetting. Omstreeks 9:40 explodeerde een pakketje met een halve kilo aan semtex in een vuilnisbak aan de voorzijde van de winkel. Vier mensen raakten gewond en de pui van de winkel raakte beschadigd. De beschadiging van het pand en de misgelopen verkopen werden geschat op 1 miljoen pond.
De verantwoordelijken van de aanslag waren extreemlinkse Engelse activisten die zich associeerden met de IRA: Jan Taylor, een 51-jarige voormalig korporaal die had gediend in de British Army Royal Signals Corps en Patrick Hayes, een 41-jarige computerprogrammeur van Ierse afkomst. Hayes was lid van de Red Action. In maart 1993 werden de aanslagplegers opgepakt in het huis van Hayes in Stoke Newington, Londen. De aanslagplegers kregen elk een gevangenisstraf van dertig voor de aanslag op Harrods in januari en een tweede aanslag op een trein, een maand later. Deze tweede aanslag veroorzaakte zware schade maar er vielen geen slachtoffers. Hayes werd ook veroordeeld voor het beramen van drie andere bomaanslagen in 1992. Geen van de mannen had connecties met Ierland.